# لی یانگ
لی یانگ (انگلیسی: Lee Yang؛ زادهٔ ۱۲ اوت ۱۹۹۵) بدمینتون‌باز اهل تایوان است.